# Windows Live Web Messenger

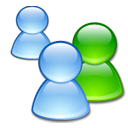
Logo do MSN Web Messenger

Windows Live Web Messenger (anteriormente MSN Web Messenger) foi um serviço da Microsoft integrante a linha Windows Live lançado em 2004. Ele era similar ao programa Windows Live Messenger, porém não precisava ser instalado, ja que ele rodava no navegador. Porém, era muito limitado se comparado ao programa, como por exemplo, não aceitava webcam e nem fazia videoconferência, entre outros recursos avançados. Porém, para computadores de baixissimo desempenho ou computadores no qual o programa não estava instalado ou não poderia ser instalado, o Windows Live Web Messenger era uma boa alternativa.